# 2001年马其顿武装冲突
2001年馬其頓武裝衝突為2001年2月到6月開始在馬其頓共和國內由阿爾巴尼亞族所組成的阿爾巴尼亞自由戰線（NLA）和馬其頓政府所爆發的武裝衝突，雙方在2001年8月簽署奧赫里德協議同意停火，但雙方實際衝突直至隔年1月份協議內容實施才真正告一段落。有消息宣稱阿爾巴尼亞自由戰線最終目的為協助阿爾巴尼亞族脫離馬其頓共和國的統治，不過阿爾巴尼亞自由戰線高階幹部否認了該一說法。2001年馬其頓武裝衝突持續了整整一年，儘管如此，雙方的傷亡卻只有約百多人而已。該衝突被視為1991年－1999年南斯拉夫內戰所造成的餘波。

## 背景
馬其頓共和國在1991年宣布獨立，其是從前南斯拉夫社會主義聯邦共和國獨立國家中唯一一個未經過戰爭、採用和平手段脫離的。也因為如此，馬其頓共和國在當時被認為是從前南斯拉夫社會主義聯邦共和國獨立的國家中最具發展前景的國家。
儘管馬其頓共和國是從前南斯拉夫社會主義聯邦共和國獨立國家中較為窮困的國家， 但在政府採行社會主義經濟式干預的政策下， 馬其頓的經濟仍然有穩定的表現。根據國際危機組織所提供的資料，在1999年的時候馬其頓共和國有約莫3%的經濟成長率。馬其頓在2000年的下半年亦有顯著的經濟成長表現，並使該年最終有5%的GDP年度增長率。在逐漸成長的經濟下，自2000年起，馬其頓國內的中產階級開始購買新車，公寓和國外暑期旅遊的數量也有顯著擴張。
馬其頓人為馬其頓共和國境內最大的族群，最大的少數族群，阿爾巴尼亞族在馬其頓境內在1991年獨立之前也已有長久的歷史。馬其頓人和阿爾巴尼亞族之間的關係大致上是和平的，馬其頓共和國的執政政府一直都有將阿爾巴尼亞族納入執政體系中，並持續進行政治溝通以解決互相的矛盾和衝突。然而這樣的情況到2001年初卻有了惡化。 衝突的起因在於馬其頓共和國政府推行新政策限制在馬其頓使用阿爾巴尼亞語，並禁止公開攜帶阿爾巴尼亞旗幟，政策的推行激發了許多抗議

### 阿爾巴尼亞族的訴求
根據1994年的資料，在馬其頓共和國境內有約 442,914 名阿爾巴尼亞族，使其成為占25%為國內第二大的構成民族（馬其頓總人口為1,936,877人）。這使阿爾巴尼亞族成為佔馬其頓人口 66.5% 的馬其頓人（1,288,330人）之外最大的民族。阿爾巴尼亞族大多居住在馬其頓西部的集約村落，接近阿爾巴尼亞的國界；他們亦居住在馬其頓共和國西北部、接近賽爾維亞及科索沃。阿爾巴尼亞族大多數的人口居住在泰托沃、戈斯蒂瓦爾及德巴爾三座城市。
自從在1991年獨立後，馬其頓共和國一直嘗試解決其所面臨的內政問題，民主制度的推廣及種族間的和睦且被列為新政府最重要的課題。在1991年第一次民主選舉後，阿爾巴尼亞族及馬其頓人皆積極利用制定憲法及其他政治機會來擴大他們在於馬其頓國內的政治影響力。阿爾巴尼亞族在於馬其頓國內擁有幾個政黨，其政黨的立場和行為則較為不固定，多由他們是否獲得執政機會來決定立場。然而儘管如此，阿爾巴尼亞族政黨在於1991年後一直都有被包含在非共產馬其頓共和國政府之中。
然而，社會上對於阿爾巴尼亞族的歧視卻是依舊存在的。阿爾巴尼亞的旗幟是被禁止的，阿爾巴尼亞語在於公務機會及公眾場合中也是被持續打壓的。另外，警察及軍方人對於阿爾巴尼亞族的不平等對待亦是常有所聞。也因為如此，在於馬其頓共和國境內的阿爾巴尼亞族開始要求政治權利的改善、要求修改憲法，使阿爾巴尼亞族得以在馬其頓之下成立自治國、並要求將阿爾巴尼亞語立為國家的第二官方語言，且對在泰托沃的地下阿爾巴尼亞大學提供政府支持。阿爾巴尼亞族並宣稱其在馬其頓共和國內佔比30%-40%而不是1994年六月官方所認定的22.9%。
國內阿爾巴尼亞人即占25%為國內第二大的構成民族，1999年爆發的科索沃戰爭讓高達50萬人的阿爾巴尼亞人難民湧入馬其頓共和國內，使阿爾巴尼亞的人口占馬其頓內的比例提高到近1/3。
跟隨進入馬其頓的也有從科索沃當地的科索沃解放軍的部分部隊，該科索沃解放軍部隊在馬其頓境內的阿爾巴尼亞人居住區內另行組成了全國解放軍，成為了阿爾巴尼亞族裔在馬其頓共和國內盤據武裝勢力，以阿爾巴尼亞人在馬其頓國內的人口主張與馬其頓共和國最大主導的馬其頓斯拉夫族有同等的權利與地位要求。

## 衝突爆發-自由戰線發起攻擊
2001年1月22日，阿爾巴尼亞自由戰線在與科索沃相鄰的阿爾巴尼亞人占多數之馬其頓共和國西北部的泰托沃行政區與庫馬諾沃行政區向當地的馬其頓治安部隊發動襲擊，至近2月底時自由戰線實質已掌握庫馬諾沃行政區和開始進入泰托沃行政區大部分地區。

## 泰托沃之役
馬其頓政府軍於3月初立即開始投入增援反擊，3月13日自由戰線對泰托沃行政區首府泰托沃市發動攻擊，但在馬其頓政府軍集結重武器部隊進行全面反擊下民族解放軍的攻勢於20日失敗開始轉退入山區，3月底自由戰線在面對馬其頓軍的持續優勢攻擊下陷入劣勢而被逐出馬其頓國內並退入科索沃，此後馬其頓境內完全由馬其頓政府的安全部隊掌握住。

## 衝突擴大
2001年4月28日阿爾巴尼亞自由戰線又進入馬其頓泰托沃市西北部科索沃邊界的維伊策村對警察發動襲擊

## 庫馬諾沃之役
2001年5月3日全國解放軍向庫馬諾夫地區再度發動攻擊占領多數區域並擊退發動反擊的馬其頓軍，5月6日全國解放軍開始對馬其頓西北部邊境地區發動全面襲擊。但5月8日馬其頓軍再度發動的反擊再次將全國解放軍逐退回科索沃邊境，此後雙方在彼此佔領區前維持對峙狀態並有零星交火。

## 停火協議
5月10日馬其頓政府為了平息阿爾巴尼亞族的武裝動亂，有意將國內主要反對黨“阿爾巴尼亞民主繁榮黨”納入合組聯合政府，但阿爾巴尼亞民主繁榮黨表示除非政府同意停火﹐否則該黨不會加入這個聯合政府。
6月4日全國解放軍再度開始對馬其頓軍對峙的陣地發動攻擊並於6月5日全國解放軍挺進至泰托沃市周遭開始對泰托沃市發動砲擊，6月8日全國解放軍占領馬其頓首都斯科普里周遭的阿拉齊諾弗市，但馬其頓軍則是更加強對庫馬諾夫地區全國解放軍的攻勢。6月11日為拯救庫馬諾夫地區被馬其頓軍包圍的全國解放軍占領村莊，全國解放軍與馬其頓軍達成協議分別彼此停火。